# Курендаш Ростислав Стефанович
Курендаш Ростислав Стефанович — професор «Львівської політехніки» та художник-аматор.

## Біографія
Народився 26 листопада 1920 р. у с. Гринява, Івано-Франківської області. В 1947 р. закінчив механічний факультет Львівської політехніки. Організатор і завідувач кафедри Приладів точної механіки. 23 роки декан вечірнього факультету, а потім15 років декан механіко-машинобудівельного факультету. З 1976 р. професор кафедри Прилади точної механіки.
Займається живописом, працює аматорською технікою олійного живопису (карпатські пейзажі, натюрморти, портрети – кількість робіт понад тисячу, значна кількість зберігається вдома, багато подаровано друзям – деякі роботи в США, Канаді, Австралії, Німеччині, Польщі, Франції).
Помер у 2019 році.